# Jorge Silas
Pour les articles homonymes, voir Silas.
Jorge Manuel Rebelo Fernandes, dit Silas ou Jorge Silas, est un footballeur portugais, reconverti entraîneur né le 1er septembre 1976 à Lisbonne.

## Biographie

### Joueur
Silas joue principalement en faveur de l'União Leiria et du CF Belenenses.
Avec ces clubs, il atteint par deux fois la finale de la Coupe du Portugal.
Il reçoit par ailleurs 3 sélections en équipe du Portugal lors de l'année 2003.

### Entraîneur
Il commence sa carrière d'entraîneur dans le club du CF Belenenses en 2018. L'année mouvementée et la scission du club le voient continuer au sein du Belenenses SAD. Ses succès l'amènent à entraîner le Sporting Portugal dès 2019.

## Palmarès

### Joueur
- Finaliste de la Coupe du Portugal en 2003 avec l'União Leiria et en 2007 avec le CF Belenenses